# 南强镇
南强乡，是中华人民共和国湖南省郴州市临武县下辖的一个乡镇级行政单位。2012年4月，原南强乡、岚桥镇、广宜乡成建制合并，设立南强镇。以原南强乡、岚桥镇、广宜乡的行政区域为新设南强镇的行政区域，南强镇辖46个建制村，总面积174.20平方公里，总人口3.95万人，镇人民政府驻新祖寺

## 行政区划
- 原南强乡撤销前行政区划代码431025201；渣塘村、邓家村、周家村、栗坪村、上官庄村、下官庄村、二八村、文溪村、香塘村、陈家村、林家村、廷上村、凤岩村、寨江村、田头村、秀水村、蒙童湾村、莲塘村、十字铺村共计19行政村。
- 原岚桥镇撤销前行政区划代码431025103；下辖大广村、古山村、增家山村、欧家湾村、土桥村、九泽水村、岭背塘村、赛塘村、百乐坪村、沙湾村、杉树村、寨头水村、上板力村、坪天头村、油麻村共计15行政村。
- 原广宜乡撤销前行政区划代码431025202；下辖塔桥村、元富村、安富村、上磨刀村、曾家村、黄家村、湾坵村、龙水村、邹家村、小广村、东冲冷村、罗城山村共计12行政村。